# دفتر الأستاذ العام
دفتر الأستاذ العام ، وأحيانا يعرف بدفتر الأستاذ الاسمي، وهو السجل الرئيسي للمحاسبة للأعمال التي تستخدم القيد المزدوج في مسك الدفاتر وعادة ما تشمل الحسابات لبنود مثل الأصول الحالية، الأصول الثابتة، الخصوم، الإيرادات وبنود المصروفات، المكاسب والخسائر.
دفتر الأستاذ العام هو مبلغ من مجموعة حسابات التي تؤيد البنود الواردة في البيانات المالية الرئيسية النهائية. انها تراكمت من خلال نشر المعاملات المسجلة في دفتر يوميات المبيعات والمشتريات، ودفتر اليوميات، والكتاب نقدي ودفتر الدوريات العامة. يمكن أن يدعم دفتر الأستاذ العام واحد أو أكثر من الدفاتر الفرعية التي توفر تفاصيل عن الحسابات في دفتر الأستاذ العام. على سبيل المثال، سيكون لحسابات القبض الفرعية دفتر يحتوي على حساب مستقل للحساب الائتماني لكل عميل، وتتبع رصيد ذلك العميل بشكل منفصل. ومن ثم يُجمع هذا الحساب الفرعي ويقارن مع الحساب القياسي (في هذه الحالة، حسابات سندات القبض) لضمان الدقة باعتبارها جزءا من عملية إعداد ميزان المراجعة. 
هناك سبع فئات أساسية والتي تم تجميع كل الحسابات فيها:
1. الأصول
2. خصم
3. رأس مال المالك
4. الإيرادات
5. المصروفات
6. المكاسب
7. الخسائر

يستمد كلا من الميزانية العمومية وبيان الدخل من دفتر الاستاذ العام. كل حساب في دفتر الأستاذ العام يتكون من صفحة واحدة أو أكثر. يتم في دفتر الأستاذ العام الترحيل إلي الحسابات. الترحيل هو عملية تسجيل المبالغ والاعتمادات، (الجانب الأيمن)، والمبالغ والأرصدة المدينة(الجانب الأيسر)، في صفحات دفتر الأستاذ العام. أعمدة إضافية يدون فيها النشاط الكلي الدائر (مشابهة لدفتر شيكات).
يطلق علي أسماء جداول خريطة الحسابات يسمي استخلاص موازنة الحسابات [موازنة تجريبية. والغرض من موازنة الحسابات هو تأمين تساوي الدين الكلي وحساب الائتمان في مرحلة أولية من إعداد بيان العملية المالية.
وينبغي أن يشمل دفتر الأستاذ العام التاريخ والوصف والتوازن أو المبلغ الإجمالي لكل حساب. عادة تنقسم إلى ما لا يقل عن سبع فئات رئيسية. وتشمل هذه الفئات عموما الأصول والديون ورأس مال المالك، والإيرادات والمصروفات والمكاسب والخسائر. الفئات الرئيسية لدفتر الأستاذ العام يمكن تقسيمها إلى مزيد من الحسابات فرعية لتشمل تفاصيل إضافية مثل الحسابات النقدية وحسابات القبض وحسابات الدفع، الخ.
لأن كل دفاتر حسابات يسجل الحسابات المدينة لحساب واحد واعتمادات حساب آخر في مبلغ مساو، والقيد المزدوج في مسك الدفاتر نظام يساعد على ضمان دفتر الأستاذ العام هو دائما في توازن، وبالتالي الحفاظ على معادلة المحاسبية :
المعادلة المحاسبية هي بنية رياضية من الميزانية العمومية.
السجل الرئيسي والسجل الفرعي